# 佐盖多玛乡
佐盖多玛乡，是中华人民共和国甘肃省甘南藏族自治州合作市下辖的一个乡镇级行政单位。

## 行政区划
佐盖多玛乡下辖以下地区：
德合茂村、仁多玛村、当江村和新寺村。